# Parque Estadual Serra das Araras
O Parque Estadual Serra das Araras é uma unidade conservação de proteção integral da esfera estadual mineira, criado em 1998. O parque fica em Minas Gerais e se encontra dentro do município de Chapada Gaúcha. O bioma presente no parque é o Cerrado e ele faz parte do Mosaico Grande Sertão Veredas-Peruaçu que é um mosaico de unidades de conservação presente no norte de Minas Gerais e no sudoeste da Bahia, o parque conta com um plano de manejo, que contém listas de espécies registradas dentro do parque.

## Atividades
O parque possui algumas trilhas disponíveis para visitantes com agendamento prévio:
- Trilha Morro do Fogo/São José: Trilha de dificuldade média com cerca de 10,5 km de extensão.
- Trilha Morro do Fogo / Vereda das Porteiras: Trilha de dificuldade média com cerca de 10 km de extensão.
- Trilha da Capivara: Trilha de dificuldade fácil com 4,8 km de extensão.
- Trilha do Peregrino: Trilha de dificuldade alta com 2,1 km de extensão, onde é possível avistar a Reserva Estadual de Desenvolvimento Sustentável Veredas do Acari.
- Trilha Ninho da Arara Vermelha: Trilha de dificuldade alta com 1,5 km de extensão, leva ao topo da Serra das Araras.